# Méson D
En physique des particules, les mésons D sont des mésons contenant un quark charm et un quark up ou down. Ils ont été découverts en 1976 dans les expériences Mark I au Centre de l'accélérateur linéaire de Stanford.